# 克雷恩斯科納斯 (紐約州)
克雷恩斯科納斯（英語：Crains Corners）是位於美國紐約州赫基默縣的非建制地區。

## 歷史
克雷恩斯科納斯的郵局於1828年設立，其後於1857年停運。

## 地理
克雷恩斯科納斯所處的海拔為高於海平面485米（即1591英呎），而該地所採用的時區為UTC-5，即北美东部时区（EST）。同時該地設有夏令時間，為UTC-5調快一小時，即UTC-4（EDT）。